# Råsunda IP
Råsunda IP (volledige naam: Råsunda Idrottsplats) was een multifunctioneel stadion in de Zweedse gemeente Solna. Het werd geopend op 18 september 1910 en had een capaciteit van 2.000 zittende toeschouwers. Het aantal toeschouwers varieerde echter sterk, van 700 tot 18.569 toeschouwers bij interlands.
Het was de thuishaven van de voetbalclub AIK Fotboll, die van 1910 tot 1912 bepaalde wedstrijden speelde in Råsunda IP. Daarna werden alle wedstrijden tot 1937 gespeeld in het stadion, omdat het Stockholms Olympiastadion al bezet was. Het stadion werd in 1937 gesloopt voor de bouw van het Råsundastadion.

## Voetbalinterlands
| №  | Datum             | Wedstrijd              | Uitslag | Competitie                                   | Toeschouwers |
| -- | ----------------- | ---------------------- | ------- | -------------------------------------------- | ------------ |
| 1  | 18 juni 1911      | Zweden – Duitsland     | 2 – 4   | Vriendschappelijk                            | 3.000        |
| 2  | 17 september 1911 | Zweden – Noorwegen     | 4 – 1   | Vriendschappelijk                            | 3.000        |
| 3  | 27 juni 1912      | Zweden – Finland       | 7 – 1   | Vriendschappelijk                            | 3.000        |
| 4  | 29 juni 1912      | Oostenrijk – Duitsland | 5 – 1   | Olympische Zomerspelen 1912                  | 2.000        |
| 5  | 30 juni 1912      | Oostenrijk – Nederland | 1 – 3   | Olympische Zomerspelen 1912                  | 7.000        |
| 6  | 30 juni 1912      | Denemarken – Noorwegen | 7 – 0   | Olympische Zomerspelen 1912                  | 700          |
| 7  | 1 juli 1912       | Zweden – Italië        | 0 – 1   | Olympische Zomerspelen 1912 (troosttoernooi) | 2.500        |
| 8  | 1 juli 1912       | Duitsland – Rusland    | 16 – 0  | Olympische Zomerspelen 1912 (troosttoernooi) | 2.500        |
| 9  | 3 juli 1912       | Hongarije – Duitsland  | 3 – 1   | Olympische Zomerspelen 1912 (troosttoernooi) | 2.000        |
| 10 | 4 juli 1912       | Finland – Nederland    | 0 – 9   | Olympische Zomerspelen 1912                  | 1.000        |
| 11 | 5 juli 1912       | Oostenrijk – Hongarije | 0 – 3   | Olympische Zomerspelen 1912 (troosttoernooi) | 5.000        |
| 12 | 24 mei 1914       | Zweden – Finland       | 4 – 3   | Vriendschappelijk                            | 2.000        |
| 13 | 10 juni 1914      | Zweden – Engeland      | 1 – 5   | Vriendschappelijk                            | 5.000        |
| 14 | 19 juni 1914      | Zweden – Hongarije     | 1 – 5   | Vriendschappelijk                            | 6.000        |
| 15 | 21 juni 1914      | Zweden – Hongarije     | 1 – 1   | Vriendschappelijk                            | 5.000        |
| 16 | 5 juli 1914       | Zweden – Rusland       | 2 – 2   | Vriendschappelijk                            | 1.200        |
| 17 | 25 oktober 1914   | Zweden – Noorwegen     | 7 – 0   | Vriendschappelijk                            | 5.000        |
| 18 | 24 mei 1923       | Zweden – Engeland      | 1 – 3   | Vriendschappelijk                            | 12.000       |
| 19 | 21 september 1924 | Zweden – Noorwegen     | 6 – 1   | Noords Kampioenschap 1924-28                 | 8.000        |
| 20 | 14 juni 1929      | Zweden – Finland       | 3 – 1   | Noords Kampioenschap 1929-32                 | 16.982       |
| 21 | 2 juli 1933       | Zweden – Hongarije     | 5 – 2   | Vriendschappelijk                            | 18.569       |

Bijgewerkt t/m 1 januari 2014.
Behrn Arena (Örebro SK) ·
Borås Arena (IF Elfsborg) ·
Falkenbergs IP (Falkenbergs FF) ·
Gamla Ullevi (IFK Göteborg) ·
Grimsta IP (IF Brommapojkarna) ·
Guldfågeln Arena (Kalmar FF) ·
Kopparvallen (Åtvidabergs FF) ·
Nya Parken (IFK Norrköping) ·
Olympia (Helsingborgs IF) ·
Rambergsvallen (BK Häcken) ·
Strandvallen (Mjällby AIF) ·
Strawberry Arena (AIK Fotboll) ·
Strömvallen (Gefle IF) ·
Eleda Stadion (Malmö FF) ·
Tele2 Arena (Djurgårdens IF) ·
Örjans vall (Halmstads BK)
Ängelholms IP (Ängelholms FF) ·
Finnvedsvallen (IFK Värnamo) ·
Gamla Ullevi (GAIS Göteborg) ·
Jämtkraft Arena (Östersunds FK) ·
Landskrona IP (Landskrona BoIS) ·
Myresjöhus Arena (Östers IF) ·
Norrporten Arena (GIF Sundsvall) ·
Påskbergsvallen (Varbergs BoIS) ·
Skarsjövallen (Ljungskile SK) ·
Stadsparksvallen (Jönköpings Södra IF) ·
Stora Valla (Degerfors IF) ·
Studenternas IP (IK Sirius FK) ·
Södertälje Fotbollsarena (Assyriska Föreningen, Syrianska FC) ·
Tele2 Arena (Hammarby IF) ·
Vapenvallen (Husqvarna FF)
Arosvallen ·
Bårsta IP ·
Enavallen ·
Folkungavallen ·
Fredriksskans IP ·
Gamla Ullevi ·
Herrgärdets IP ·
Hillängens IP ·
Jernvallen ·
Johanneshovs IP ·
Kamratvallen ·
Lövåsvallen ·
Malmö IP ·
Malmö Stadion ·
Motala IP ·
Norra IP ·
Ramnavallen ·
Råsunda IP ·
Råsundastadion ·
Rimnersvallen ·
Ruddalens IP ·
Ryavallen ·
Sandåkerns IP ·
Skogsvallen ·
Slottsskogsvallen ·
Olympisch Stadion (Stockholm) ·
Söderstadion ·
T3 Arena ·
Trollebo IP ·
IJsbaan van Eskilstuna ·
Ullevi ·
Vägga IP ·
Vångavallen ·
Värendsvallen